# Мусин-Пушкин, Платон Иванович
Граф Платон Иванович Мусин-Пушкин (1698—1743) — тайный советник, сенатор, президент Коммерц-коллегии (1736—1740), смоленский губернатор (1730—1732), казанский губернатор (1732—1735) и ревельский генерал-губернатор (1735—1736).

## Биография
Сын действительного тайного советника, сенатора Ивана Алексеевича Мусина-Пушкина.
После обучения за границей, в 1714 году вернулся в Россию; в 1716—1720 годах состоял при миссии князя Б. И. Куракина. В 1719 году исполнял дипломатические поручения в Копенгагене, в 1720 — в Париже. По возвращении был назначен присутствовать в московской конторе Сената. В период 1730—1736 годов был сначала смоленским губернатором, затем казанским губернатором и ревельским генерал-губернатором.
С 1736 года был президентом Коммерц-коллегии, с 1739 года — сенатором, начальником канцелярии конфискации и заведующим коллегией экономии.
В 1730 году после смерти отца унаследовал село Образцово на р. Клязьме, Горетово (близ Можайска), Дергаево (близ Раменского) — все они в 1740 году были отписаны в Государственное владение, а спустя несколько лет пожалованы А. П. Бестужеву-Рюмину. Кроме того известны его владения в Петербурге: в районе Гороховой улицы (ныне — д. 18) и на берегу Невы (см. письмо барона И. Черкасова), а также Заборовка — в Сызранском уезде Симбирской губернии.
В середине 1730-х годов сблизился с А. П. Волынским, вошёл в кружок его «конфидентов»; участвовал в обсуждении и редактировании его «Генерального проекта о поправлении внутренних государственных дел». По делу Волынского в 1740 году арестован, указом 27.06.1740 г. лишён чинов, знаков отличия, графского достоинства, приговорён «наказанием кнутом, урезанием языка и лишением имения» и сослан в Соловецкий монастырь.
С конца 1741 года ему было разрешено проживание возле Москвы; реабилитирован указом 25.06.1742 г. «Об учинении за ложное сказывание  слова и дела боярским и посадским людям жестокого наказания плетьми и об отдаче помещиковых людей помещикам, а посадских в слободы»..
Последние годы жизни Платон Иванович провёл в селе Карлинском, в родовом имении своей второй жены Марфы Петровны Черкасской, где выстроил большую церковь.

## Семья
Был дважды женат:
1. Мария Матвеевна Ржевская, дочь Матвея Алексеевича Ржевского
- Пульхерия Платоновна (ок. 1725 — после 1744); была женой князя Фёдора Сергеевича Долгорукова (1720—1761)[8];

2. княжна Мария Петровна (Марфа Фёдоровна) Черкасская
- Мелитина Платоновна (1727—1775);
- Валентин Платонович (1735—1804) — стал генерал-фельдмаршалом;
- Клеопатра Платоновна (7.4.1739—24.3.1785), замужем за графом Сергеем Фёдоровичем Головиным.

## Комментарии
1. ↑  Не следует путать с полным тёзкой: Платон Иванович Мусин-Пушкин (ок. 1735—1810), майор — имел дочь, Надежду (1765 — 16.4.1835), бывшую замужем за Афанасием Николаевичем Гончаровым (1760 — 8.9.1832) — дед и бабка Натальи Гончаровой, жены А. С. Пушкина.